# Cratere Helmert
Helmert è un cratere lunare di 26,72 km situato nella parte sud-orientale della faccia visibile della Luna.